# ماده تاریک (مجموعه تلویزیونی)
مادهٔ تاریک (به انگلیسی: Dark Matter) نام یک سریال علمی‌تخیلی کانادایی است که توسط جوزف مالوزی و پال مولی بر مبنای کتاب کمیکی به همین نام ساخته شده است. سه فصل از این سریال تولید شده است. شبکه تلویزیونی سای‌فای در تاریخ ۱ سپتامبر ۲۰۱۷ تولید این سریال را پس از ۳ فصل متوقّف نمود.

## خلاصه داستان
یک گروه شش نفره در حالی که حافظه خود را از دست داده‌اند و نمی‌دانند که هستند و از کجا آمده‌اند، به‌ناگاه در یک سفینه فضایی از خواب بیدار می‌شوند. آنها نام خود را به ترتیب بیدار شدن، از شمارهٔ یک الی شش انتخاب می‌کنند؛ یعنی اولین نفری که بیدار شده شماره یک و آخرین نفر شماره شش نامگذاری می‌شود.